# Seedbed

Seedbed est une performance interprétée pour la première fois par Vito Acconci du 15 au 29 janvier 1972 à la Sonnabend Gallery de New York.

## Description
Dans la pièce, il y a une rampe basse en bois se confondant avec le sol. La rampe s'étend sur toute la largeur de la pièce, commençant à deux pieds sur le côté d'un mur et s'inclinant jusqu'au milieu du sol.
Dans sa performance originale de la pièce, Acconci est caché sous la rampe installée à la galerie Sonnabend, se masturbant. Les fantasmes parlés de l'artiste sur les visiteurs marchant au-dessus sont entendus par des haut-parleurs dans la galerie.
En 2013, Dale Eisinger de Complex a classé Seedbed au 22e rang des meilleures œuvres de l'art de la performance de l'histoire.

## Reprises
Marina Abramović a interprété Seedbed dans le cadre de ses Seven Easy Pieces en 2005.